# Präsident der Kirgisischen Republik
Der Präsident der Kirgisischen Republik (kirgisisch Кыргыз Республикасынын Президенти) ist das Staatsoberhaupt von Kirgisistan. Amtierender Präsident ist seit 2021 Sadyr Dschaparow.

## Geschichte
Geschaffen wurde das Amt am 27. Oktober 1990 im Zuge der Erlangung der Unabhängigkeit von der Sowjetunion. Erster Amtsinhaber war Askar Akajew, welcher im Zuge der Tulpenrevolution im Jahr 2005 aus dem Amt schied. Sein Amtsnachfolger Kurmanbek Bakijew musste durch einen weiteren Volksaufstand im Jahr 2010 ebenfalls zurücktreten. Nach der umstrittenen Parlamentswahl 2020 trat Präsident Sooronbai Dscheenbekow nach anhaltenden Protesten zurück.

## Verfassungsmäßige Stellung
Laut Artikel 60 der kirgisischen Verfassung ist der Präsident das Oberhaupt des Staates. Er ist das Symbol für die Einheit des Volkes und des Staates.

## Kompetenzen
Von 1990 bis 2010 hatte der Präsident im politischen System eine relativ starke Stellung mit weitreichenden Machtbefugnissen. Durch ein Verfassungsreferendum wurde aus einer präsidentiellen Republik eine parlamentarische Republik. Dieser Schritt wurde am 11. April 2021 durch ein erneutes Verfassungsreferendum rückgängig gemacht.
Laut Verfassung hat der Präsident unter anderem folgende Kompetenzen:
- Ernennung von Richtern am obersten Gerichtshof und anderen Sicherheitsapparaten.
- Einberufung von Sondersitzungen des Parlaments im Falle von Problemen, die angegangen werden müssen
- Rederecht bei Sitzungen des Parlaments
- Ernennung und Entlassung von Mitgliedern der Regierung im Bereich der Verteidigung und der nationalen Sicherheit
- Oberbefehl über die Streitkräfte des Landes
- Verleihung von staatlichen Auszeichnungen
- Verleihung von Ehrentiteln
- Verleihung höchster militärischer und diplomatischer Ränge, sowie anderer spezieller Titel
- Erteilung von Begnadigungen
- Leitung der Regierung

## Wahl
Der Präsident wird in direkter Wahl für eine Amtszeit von 6 Jahren gewählt. Eine einmalige Wiederwahl ist möglich. Sollte der Kandidat in der ersten Runde der Wahl keine absolute Mehrheit erhalten, so findet eine Stichwahl mit dem zweitplatzierten Kandidaten statt.
Um an der Wahl teilnehmen zu können, muss ein Kandidat Bürger der kirgisischen Republik sein und die kirgisische Sprache beherrschen. Er darf nicht jünger als 35 und nicht älter als 70 Jahre sein. Außerdem muss der Kandidat einen festen Wohnsitz haben und mindestens 15 Jahre lang im Land leben. Ein Kandidat muss mindestens 30.000 Unterstützungsunterschriften vorlegen, um sich erfolgreich zur Wahl registrieren zu lassen.
Die Anzahl der Kandidaten bei einer Wahl ist nicht beschränkt.

## Rücktritt
Sollte der Präsident vorzeitig aus dem Amt scheiden (z. B. durch Krankheit oder Tod), so übernimmt der Sprecher des Parlaments kommissarisch die Amtsgeschäfte bis ein neuer Präsident gewählt ist. Neuwahlen sind dann innerhalb von 3 Monaten ab dem Zeitpunkt des Rücktritts durchzuführen.